# Coslegi, Prahova
Coslegi este un sat în comuna Valea Călugărească din județul Prahova, Muntenia, România.
În perioada interbelică, satul era reședința comunei Coșlegi, formată din el și din satele satele Dârvari, Radila și Pantazi, totalizând 1087 de locuitori care se ocupau în principal cu agricultura, desfăcându-și produsele la Ploiești. În comuna Coșlegi funcționau 2 mori de apă, o școală deschisă în 1871, frecventată de 35 de elevi (din care 8 fete) și 4 biserici — una în Pantazi (reparată în 1871), una în Radila (reparată în 1892), una în Dârvari (fondată în 1824) și una în Coșlegi (fondată în 1826 de banul Constantin Bălăceanu). În perioada interbelică, comuna Coșlegi s-a regăsit în plasa Drăgănești, pentru ca în 1950 să fie arondată orașului regional Ploiești, reședința regiunii Prahova și apoi (după 1952), a regiunii Ploiești. În 1968, la reforma administrativ-teritorială din România, comuna a fost desființată și inclusă în comuna Valea Călugărească, arondată județului Prahova, reînființat. 